# سیارک ۱۳۴۳۸
سیارک ۱۳۴۳۸ (به انگلیسی: 13438 Marthanalexander، نامگذاری:1999XD86) سیزده هزار و چهارصد و سی و هشتمین سیارک کشف شده‌است که در ۷ دسامبر ۱۹۹۹ کشف شد.
قدر مطلق سیارک برابر ۱۴.۱ است.